# 야마가타군

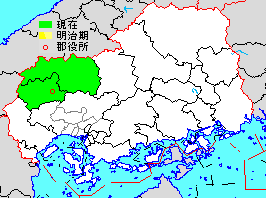
야마가타군의 위치

야마가타군(일본어: 山県郡)은 일본 히로시마현 북서부에 있는 군이다.
인구 21,406명, 면적 988.09km², 인구밀도 21.7명/km².(2025년 2월 1일, 추계인구)
이하 2정으로 구성된다.
- 아키오타정(安芸太田町)
- 기타히로시마정(北広島町)

## 역사
- 2004년 10월 1일 - 가케정·도고치정과 쓰쓰가촌이 합병(신설 합병)해 아키오타정이 성립하였다.
- 2005년 2월 1일 - 오아사정·게이호쿠정·지요다정·도요히라정이 합병(신설 합병)해 기타히로시마정이 성립하였다.